# Les Acadiens
Les Acadiens est une chanson populaire française de Michel Fugain qu'il a enregistrée avec son groupe Big Bazar en 1975.
Il évoque, dans cette chanson, l'histoire acadienne au travers de sa musique et évoque le chanteur Rufus Thibodeaux.
En février 2019, à Radio Canada, il évoquait à propos de sa chanson : « La genèse est née chez Robert Charlebois ».
Napoléon Bonaparte est évoqué dans le refrain de la chanson comme étant à l'origine de cette histoire acadienne :
Tous les Acadiens, toutes les Acadiennes
Vont chanter, vont danser sur le violon
Sont Américains, elles sont Américaines
La faute à qui donc ? La faute à Napoléon.